# 徳山一美
徳山 一美（とくやま かずみ、1938年 - 2007年8月16日）は、元高校野球指導者で、元倉吉北高等学校野球部監督。

## 来歴
岡山県真庭市蒜山生まれ。鳥取県立倉吉農業高等学校に入学し、野球部では捕手を務めた。高校卒業後に進学した駒澤大学では相撲部で活躍した。大学卒業後、東京都内の会社に就職。1965年、創立5年目の倉吉北高等学校に社会科教諭として赴任。1969年に野球部が創部され、監督に就任する。
当時の鳥取県では、県立鳥取西高校・県立米子東高校の両校が強く、「少ない得点を守り抜いて勝つ」野球が主流だった。徳山は「2強と同じことをしていては勝てない」と考え、打力を前面に押し出したチーム作りを進めた。1975年には春の選抜に初出場を果たす。鳥取県勢では、私学として初めて、また県中部の学校として初めての甲子園出場だった。
1978年には夏の選手権大会にも初出場を果たす。この時は1回戦で早稲田実業に3－2と競り勝ち、続く2回戦でも準優勝の高知商業に対して6－14で敗れたものの、一時は7点差を1点差まで詰め寄る。その後、1979年春（第51回選抜）・1980年春（第52回選抜）および夏（第62回選手権）、1981年春（第53回選抜）と甲子園出場を果たす。1979年春は投手矢田万寿男と谷川哲也らを中心とした強力打線で8強入り、1981年春には投手・坂本昇と代打陣の活躍で4強入りを果たした。しかし1981年夏から秋にかけて部内暴力報道が相次ぎ、その責任をとって監督を辞任した。
その後の野球部低迷を受けて1985年春に監督に復帰したが、期待されたほどの成績は上げられず、1990年に退任した。その後は倉吉北高職員を退職し、スポーツ用品店を経営していたが、2007年8月16日に呼吸不全により死去した。享年69。

## 全国大会での成績
監督通算成績 6勝6敗
| 年度                   | 出場回数     | 成績      | 対戦校                                                                          | 備考                                                                       |
| ---------------------- | ------------ | --------- | ------------------------------------------------------------------------------- | -------------------------------------------------------------------------- |
| 1975年（第47回選抜）   | 初出場       | 1回戦敗退 | 1－6 福井商（福井）                                                             |                                                                            |
| 1978年（第60回選手権） | 初出場       | 2回戦敗退 | 3－2 早稲田実（東東京） 6－14 高知商（高知）                                    | 福井英司主将が選手宣誓                                                     |
| 1979年（第51回選抜）   | 4年ぶり2回目 | ベスト8   | 1－0 静岡（静岡） 7－4 高松商（香川） 1－5 箕島（和歌山）                       | 高松商戦で谷川哲也が初回先頭打者本塁打 箕島戦で箕島が1試合10犠打の大会記録 |
| 1980年（第52回選抜）   | 2年連続3回目 | 1回戦敗退 | 4－5 東海大三（長野）                                                           | 開幕試合。原田実が大会第1号本塁打                                          |
| 1980年（第62回選手権） | 2年ぶり2回目 | 1回戦敗退 | 1－2 習志野（千葉） 延長10回                                                    |                                                                            |
| 1981年（第53回選抜）   | 3年連続4回目 | ベスト4   | 5－4 鳴門商（徳島） 3－2 中京商（岐阜） 2－1 高松商（香川） 0－4 PL学園（大阪） | 中京商戦で山根克士が選抜初の代打本塁打                                     |

## エピソード
- 倉吉北高校のユニフォームデザインは徳山が考案したもので、今日まで変更されていない[3]。
- 1978年の第60回選手権大会での活躍を受け、倉吉北には関西方面からのいわゆる野球留学生が急増した。1981年春の4強進出チームでは、ベンチ入り15人のうち13人が関西の出身だった。県外生中心のチーム構成に風当たりは強かったが、徳山は当時をふり返って「我々にも未熟なところがあったが、野球にかける彼らの思いは純粋だった」と述懐している[4][2]。

- 息子の徳山高央も倉吉北高野球部監督で、2006年夏に甲子園に出場を果たしている。